# سويداء أحادية المسكن
السويداء أحادية المسكن أو حمض (باللاتينية: Suaeda monoica) نوع نباتي يتبع جنس السويداء من الفصيلة القطيفية.

## الموئل والانتشار
موطنها الأصلي بلاد الشام ومصر.

## مرادفات للاسم العلمي
- (باللاتينية: Lerchia monoica (Forssk. ex J.F.Gmel.) Kuntze)
- (باللاتينية: Salsola monoica (Forssk. ex J.F.Gmel.) Poir.)
- (باللاتينية: Schoberia monoica (Forssk. ex J.F.Gmel.) Steud. 		)